# NFC Oeste
La NFC Oeste es la división del oeste de la Conferencia Nacional de la National Football League. Tiene cuatro equipos: Arizona Cardinals, Los Angeles Rams, San Francisco 49ers, y Seattle Seahawks.
Cuando la división fue creada después de la Fusión AFL-NFL en 1970, la división incluía a los: Atlanta Falcons, Los Angeles Rams, New Orleans Saints, y San Francisco 49ers. Cuando los Seattle Seahawks entraron la liga en 1976 tras la expansión, fueron ubicados en esta división. Ellos mueven a la AFC Oeste en 1977. En 1995, los Carolina Panthers entraron la liga en 1976 tras la expansión y fueron ubicados en esta división. También los Rams fueron traslados a St. Louis este año.
En 2002, la NFL se reorganizó en ocho divisiones de cuatro equipos. Los Falcons, Panthers, y Saints fueron cambiados a la NFC Sur. Los Cardinals fueron cambiados desde la NFC Este y los Seahawks fueron cambiados desde la AFC Oeste. Dos equipos no fueron cambiados -- los Rams y 49ers, quien tiene una competición que empezó en 1950.

## Equipos en la división

### Equipos
- Arizona Cardinals Cardinales de Arizona
- Los Angeles Rams - Carneros de Los Ángeles
- Seattle Seahawks - Halcones Marinos de Seattle
- San Francisco 49ers - Cuarenta y Nueves de San Francisco

### Equipos anteriormente en la división
- Atlanta Falcons - los Halcones de Atlanta
- New Orleans Saints - los Santos de New Orleans
- Carolina Panthers - los Panteras de Carolina

### Miembros de la División

#### 1970-1975
- San Francisco 49ers
- Atlanta Falcons
- New Orleans Saints
- Los Angeles Rams

#### 1976
- San Francisco 49ers
- Atlanta Falcons
- New Orleans Saints
- Los Angeles Rams
- Seattle Seahawks

#### 1977-1995
- San Francisco 49ers
- Atlanta Falcons
- New Orleans Saints
- Los Angeles Rams

#### 1995-2001
- San Francisco 49ers
- Atlanta Falcons
- New Orleans Saints
- St. Louis Rams
- Carolina Panthers

#### 2002-2015
- Arizona Cardinals
- St. Louis Rams
- Seattle Seahawks
- San Francisco 49ers

#### 2016-presente
- Arizona Cardinals
- Los Angeles Rams
- Seattle Seahawks
- San Francisco 49ers

## Campeones de división
| Temp. | Equipo              | Marca  | Resultados en los playoffs          |
| ----- | ------------------- | ------ | ----------------------------------- |
| 1970  | San Francisco 49ers | 10-3-1 | Perdió el Campeonato de la NFC      |
| 1971  | San Francisco 49ers | 9-5-0  | Perdió el Campeonato de la NFC      |
| 1972  | San Francisco 49ers | 8-5-1  | Perdió en los playoffs divisionales |
| 1973  | St. Louis Rams      | 12-2-0 | Perdió en los playoffs divisionales |
| 1974  | St. Louis Rams      | 10-4-0 | Perdió el Campeonato de la NFC      |
| 1975  | St. Louis Rams      | 12-2-0 | Perdió el Campeonato de la NFC      |
| 1976  | St. Louis Rams      | 10-3-1 | Perdió el Campeonato de la NFC      |
| 1977  | St. Louis Rams      | 10-4-0 | Perdió en los playoffs divisionales |
| 1978  | St. Louis Rams      | 12-4-0 | Perdió el Campeonato de la NFC      |
| 1979  | St. Louis Rams      | 9-7-0  | Perdió la Super Bowl XIV            |
| 1980  | Atlanta Falcons     | 12-4-0 | Perdió en los playoffs divisionales |
| 1981  | San Francisco 49ers | 13-3-0 | Ganó la Super Bowl XVI              |
| 1982+ | Atlanta Falcons     | 5-4-0  | Perdió en la primera ronda          |
| 1983  | San Francisco 49ers | 10-6-0 | Perdió el Campeonato de la NFC      |
| 1984  | San Francisco 49ers | 15-1-0 | Ganó la Super Bowl XIX              |
| 1985  | St. Louis Rams      | 11-5-0 | Perdió el Campeonato de la NFC      |
| 1986  | San Francisco 49ers | 10-5-1 | Perdió en los playoffs divisionales |
| 1987  | San Francisco 49ers | 13-2-0 | Perdió en los playoffs divisionales |
| 1988  | San Francisco 49ers | 10-6-0 | Ganó la Super Bowl XXIII            |
| 1989  | San Francisco 49ers | 14-2-0 | Ganó la Super Bowl XXIV             |
| 1990  | San Francisco 49ers | 14-2-0 | Perdió el Campeonato de la NFC      |
| 1991  | New Orleans Saints  | 11-5-0 | Perdió en la ronda Wild Card        |
| 1992  | San Francisco 49ers | 14-2-0 | Perdió el Campeonato de la NFC      |
| 1993  | San Francisco 49ers | 10-6-0 | Perdió el Campeonato de la NFC      |
| 1994  | San Francisco 49ers | 13-3-0 | Ganó la Super Bowl XXIX             |
| 1995  | San Francisco 49ers | 11-5-0 | Perdió en los playoffs divisionales |
| 1996  | Carolina Panthers   | 12-4-0 | Perdió el Campeonato de la NFC      |
| 1997  | San Francisco 49ers | 13-3-0 | Perdió el Campeonato de la NFC      |
| 1998  | Atlanta Falcons     | 14-2-0 | Perdió la Super Bowl XXXIII         |
| 1999  | St. Louis Rams      | 13-3-0 | Ganó la Super Bowl XXXIV            |
| 2000  | New Orleans Saints  | 10-6-0 | Perdió en los playoffs divisionales |
| 2001  | St. Louis Rams      | 14-2-0 | Perdió el Super Bowl XXXVI          |

| Temp. | Equipo              | Marca  | Resultados en los playoffs          |
| ----- | ------------------- | ------ | ----------------------------------- |
| 2002  | San Francisco 49ers | 10-6-0 | Perdió en los playoffs divisionales |
| 2003  | St. Louis Rams      | 12-4-0 | Perdió en los playoffs divisionales |
| 2004  | Seattle Seahawks    | 9-7-0  | Perdió en la ronda Wild Card        |
| 2005  | Seattle Seahawks    | 13-3-0 | Perdió la Super Bowl XL             |
| 2006  | Seattle Seahawks    | 9-7-0  | Perdió en los playoffs divisionales |
| 2007  | Seattle Seahawks    | 10-6-0 | Perdió en los playoffs divisionales |
| 2008  | Arizona Cardinals   | 9-7-0  | Perdió la Super Bowl XLIII          |
| 2009  | Arizona Cardinals   | 10-6-0 | Perdió en los playoffs divisionales |
| 2010  | Seattle Seahawks    | 7-9-0  | Perdió en los playoffs divisionales |
| 2011  | San Francisco 49ers | 13-3-0 | Perdió el Campeonato de la NFC      |
| 2012  | San Francisco 49ers | 11-4-1 | Perdió la Super Bowl XLVII          |
| 2013  | Seattle Seahawks    | 13-3-0 | Ganó la Super Bowl XLVIII           |
| 2014  | Seattle Seahawks    | 12-4-0 | Perdió la Super Bowl XLIX           |
| 2015  | Arizona Cardinals   | 13-3-0 | Perdió el Campeonato de la NFC      |
| 2016  | Seattle Seahawks    | 10-5-1 | Perdió en los playoffs divisionales |
| 2017  | Los Angeles Rams    | 11-5-0 | Perdió en la ronda Wild Card        |
| 2018  | Los Angeles Rams    | 13-3-0 | Perdió la Super Bowl LIII           |
| 2019  | San Francisco 49ers | 13-3-0 | Perdió la Super Bowl LIV            |
| 2020  | Seattle Seahawks    | 12-4-0 | Perdió en la ronda Wild Card        |
| 2021  | Los Angeles Rams    | 12-5-0 | Ganó la Super Bowl LVI              |
| 2022  | San Francisco 49ers | 13-4-0 | Perdió el Campeonato de la NFC      |
| 2023  | San Francisco 49ers | 12-5-0 | Perdió la Super Bowl LVIII          |
| 2024  | Los Angeles Rams    | 10-7-0 |                                     |

- El paro de jugadores en 1982 redujo la temporada regular a nueve partidos. La liga usó un torneo especial de 16 equipos en eliminación directa sólo para ese año. Por ello las posiciones divisionales no fueron tomadas en cuenta. Atlanta tuvo el mejor registro de los equipos de esta división y es considerado el campeón no oficial de la NFC Centro de 1982.

## Clasificados a los playoffs vía Wild Card
| Temp. | Equipo              | Marca  | Resultados en los playoffs          |
| ----- | ------------------- | ------ | ----------------------------------- |
| 1978  | Atlanta Falcons     | 9-7-0  | Perdió en los playoffs divisionales |
| 1983  | Los Angeles Rams    | 9-7-0  | Perdió en los playoffs divisionales |
| 1984  | Los Angeles Rams    | 10-6-0 | Perdió en la ronda Wild Card        |
| 1985  | San Francisco 49ers | 10-6-0 | Perdió en la ronda Wild Card        |
| 1986  | Los Angeles Rams    | 10-6-0 | Perdió en la ronda Wild Card        |
| 1987  | New Orleans Saints  | 12-3-0 | Perdió en la ronda Wild Card        |
| 1988  | Los Angeles Rams    | 10-6-0 | Perdió en la ronda Wild Card        |
| 1989  | Los Angeles Rams    | 11-5-0 | Perdió el Campeonato de la NFC      |
| 1990  | New Orleans Saints  | 8-8-0  | Perdió en la ronda Wild Card        |
| 1991  | Atlanta Falcons     | 10-6-0 | Perdió en los playoffs divisionales |
| 1992  | New Orleans Saints  | 12-4-0 | Perdió en la ronda Wild Card        |
| 1995  | Atlanta Falcons     | 9-7-0  | Perdió en la ronda Wild Card        |
| 1996  | San Francisco 49ers | 12-4-0 | Perdió en los playoffs divisionales |
| 1998  | San Francisco 49ers | 12-4-0 | Perdió en los playoffs divisionales |
| 2000  | St. Louis Rams      | 10-6-0 | Perdió en la ronda Wild Card        |
| 2001  | San Francisco 49ers | 12-4-0 | Perdió en la ronda Wild Card        |

| Temp. | Equipo                                | Marca         | Resultados en los playoffs                                  |
| ----- | ------------------------------------- | ------------- | ----------------------------------------------------------- |
| 2003  | Seattle Seahawks                      | 10-6-0        | Perdió en la ronda Wild Card                                |
| 2004  | St. Louis Rams                        | 8-8-0         | Perdió en los playoffs divisionales                         |
| 2012  | Seattle Seahawks                      | 11-5-0        | Perdió en los playoffs divisionales                         |
| 2013  | San Francisco 49ers                   | 12-4-0        | Perdió el Campeonato de la NFC                              |
| 2014  | Arizona Cardinals                     | 11-5-0        | Perdió en la ronda Wild Card                                |
| 2015  | Seattle Seahawks                      | 10-6-0        | Perdió en los playoffs divisionales                         |
| 2018  | Seattle Seahawks                      | 10-6-0        | Perdió en la ronda Wild Card                                |
| 2019  | Seattle Seahawks                      | 11-5-0        | Perdió en los playoffs divisionales                         |
| 2020  | Los Angeles Rams                      | 10-6-0        | Perdió en los playoffs divisionales                         |
| 2021  | Arizona Cardinals San Francisco 49ers | 11-6-0 10-7-0 | Perdió en la ronda Wild Card Perdió el Campeonato de la NFC |
| 2022  | Seattle Seahawks                      | 9-8-0         | Perdió en la ronda Wild Card                                |
| 2023  | Los Angeles Rams                      | 10-7-0        | Perdió en la ronda Wild Card                                |

- El paro de jugadores en 1982 redujo la temporada regular a nueve partidos. La liga usó un torneo especial de 16 equipos en eliminación directa sólo para ese año. Por ello las posiciones divisionales no fueron tomadas en cuenta.

## Resultados en los playoffs desde 1967
Estadísticas actualizadas hasta la temporada 2024.
| Equipo                    | Campeonatos divisionales | Clasificaciones a playoffs | Apariciones en Super Bowl                          | Victorias en Super Bowl         | Temporadas campeonatos divisionales                                                                                                |
| ------------------------- | ------------------------ | -------------------------- | -------------------------------------------------- | ------------------------------- | --- |
| San Francisco 49ers       | 22                       | 26                         | 8 (XVI, XIX, XXIII, XXIV, XXIX, XLVII, LIV, LVIII) | 5 (XVI, XIX, XXIII, XXIV, XXIX) | 1970, 1971, 1972, 1981, 1983, 1984, 1986, 1987, 1988, 1989, 1990, 1992, 1993, 1994, 1995, 1997, 2002, 2011, 2012, 2019, 2022, 2023 |
| St.Louis/Los Angeles Rams | 17                       | 25                         | 5 (XIV, XXXIV, XXXVI, LIII, LVI)                   | 2 (XXXIV, LVI)                  | 1967, 1969, 1973, 1974, 1975, 1976, 1977, 1978, 1979, 1985, 1999, 2001, 2003, 2017, 2018, 2021, 2024                               |
| Seattle Seahawks          | 9                        | 14                         | 3 (XL, XLVIII, XLVIII)                             | 1 (XLVIII)                      | 2004, 2005, 2006, 2007, 2010, 2013, 2014, 2016, 2020                                                                               |
| Arizona Cardinals         | 3                        | 5                          | 1 (XLIII)                                          | 0                               | 2008, 2009, 2015 |
| Atlanta Falcons           | 3                        | 7                          | 1 (XXXIII)                                         | 0                               | 1980, 1998 |
| New Orleans Saints        | 2                        | 5                          | 0                                                  | 0                               | 1991, 2000 |
| Baltimore Colts           | 1                        | 1                          | 1 (III)                                            | 0                               | 1968 |
| Carolina Panthers         | 1                        | 1                          | 0                                                  | 0                               | 1996 |

- Colts dejaron la división en 1969, Falcons, Panthers y Saints en 2001.
- No incluye los campeonatos divisionales entre 1933 y 1966